# Somogy vármegyei 2. sz. országgyűlési egyéni választókerület
A Somogy vármegyei 2. sz. országgyűlési egyéni választókerület egyike annak a 106 választókerületnek, amelyre a 2011. évi CCIII. törvény Magyarország területét felosztja, és amelyben a választópolgárok egy-egy országgyűlési képviselőt választhatnak. A választókerület nevének szabványos rövidítése: Somogy 02. OEVK. Székhelye: Barcs

## Területe
A választókerület az alábbi településeket foglalja magába:
1. Babócsa
2. Bakháza
3. Barcs
4. Bárdudvarnok
5. Bélavár
6. Beleg
7. Berzence
8. Bolhás
9. Bolhó
10. Csokonyavisonta
11. Csököly
12. Csurgó
13. Csurgónagymarton
14. Darány
15. Drávagárdony
16. Drávatamási
17. Gige
18. Görgeteg
19. Gyékényes
20. Háromfa
21. Hedrehely
22. Hencse
23. Heresznye
24. Homokszentgyörgy
25. Iharos
26. Iharosberény
27. Inke
28. Istvándi
29. Jákó
30. Kadarkút
31. Kálmáncsa
32. Kaposfő
33. Kastélyosdombó
34. Kaszó
35. Kisasszond
36. Kisbajom
37. Kiskorpád
38. Komlósd
39. Kőkút
40. Kutas
41. Lábod
42. Lad
43. Lakócsa
44. Mike
45. Nagyatád
46. Nagykorpád
47. Őrtilos
48. Ötvöskónyi
49. Patosfa
50. Péterhida
51. Pogányszentpéter
52. Porrog
53. Porrogszentkirály
54. Porrogszentpál
55. Potony
56. Rinyabesenyő
57. Rinyakovácsi
58. Rinyaszentkirály
59. Rinyaújlak
60. Rinyaújnép
61. Segesd
62. Somogyaracs
63. Somogybükkösd
64. Somogycsicsó
65. Somogyszob
66. Somogyudvarhely
67. Szabás
68. Szenta
69. Szentborbás
70. Szulok
71. Tarany
72. Tótújfalu
73. Vése
74. Visnye
75. Vízvár
76. Zákány
77. Zákányfalu

## Országgyűlési képviselője
| Név               | Párt                                         | Párt        | Terminus | Megjegyzés                                   |
| ----------------- | -------------------------------------------- | ----------- | -------- | -------------------------------------------- |
| Szászfalvi László |                                              | Fidesz-KDNP | 2014 –   | A 2014-es országgyűlési választás eredménye: |
| Szászfalvi László | A 2018-as országgyűlési választás eredménye: | Fidesz-KDNP | 2014 –   |                                              |
| Szászfalvi László | A 2022-es országgyűlési választás eredménye: | Fidesz-KDNP | 2014 –   |                                              |

## Demográfiai profilja
| Iskolai végzettség                | Iskolai végzettség               | Iskolai végzettség | Iskolai végzettség | Iskolai végzettség |
| --------------------------------- | -------------------------------- | ------------------ | ------------------ | ------------------ |
|                                   |                                  |                    |                    | fő                 |
| Általános iskolát nem végezte el  | Általános iskolát nem végezte el |                    | 2410               | 2410               |
| Általános iskola                  | Általános iskola                 |                    | 16026              | 16026              |
| Szakmunkás                        | Szakmunkás                       |                    | 17315              | 17315              |
| Érettségi                         | Érettségi                        |                    | 15579              | 15579              |
| Diploma                           | Diploma                          |                    | 6261               | 6261               |
| A 2022. évi népszámlálás szerint. |                                  |                    |                    |                    |

A Somogy vármegyei 2. sz. választókerület lakónépessége 2022. október 1-jén 69 794 fő volt. A 2011-es és a 2022-es népszámlálás között 8514 fővel csökkent a választókerület lakosság száma. A választókerületben a korösszetétel alapján a legtöbben a középkorúak élnek 25 272 fővel, míg a legkevesebben a gyermekek 12 249 fővel. A választókerület lakosságának a 77,8%-nál van internet elérési lehetőség.
A legmagasabb befejezett iskolai végzettség szerint a szakmunkás végzettséggel rendelkezők élnek a legtöbben 17 315 fő, utánuk a következő nagy csoport az általános iskolát végzettek 16 026 fővel.
Gazdasági aktivitás szerint a lakosság közel fele foglalkoztatott 28 843 fő, második legjelentősebb csoport az inaktív keresők, akik főleg nyugdíjasok 20 156 fővel.
A választókerület legjelentősebb nemzetiségi csoportja a cigány 3963 fő, illetve a német 1011 fő. Magyar állampolgársággal nem rendelkező külföldi állampolgárok aránya 1,3%.
Vallási összetétel szerint a választókerületben lakók legnagyobb vallása a római katolikus (26 222 fő), valamint jelentős közösség még a reformátusok (3843 fő). A vallási közösséghez nem tartozók száma szintén jelentős (5236 fő), a választókerületben a legnagyobb csoport.

## Országgyűlési választások

### 2014
A 2014-es országgyűlési választáson az alábbi jelöltek indultak:
| Jelölt neve                       | Jelölő szervezet          | Kapott szavazat | Százalék |
| --------------------------------- | ------------------------- | --------------- | -------- |
| Ander Balázs                      | JOBBIK                    | 8227            | 24,04    |
| Bogdán Csaba                      | MCP                       | 278             | 0,81     |
| Csendesné Murányi Ibolya Julianna | MSZP, EGYÜTT, DK, PM, MLP | 7592            | 22,18    |
| Darcsi Natália                    | ÖP                        | 28              | 0,08     |
| Farkas Gábor                      | ÚDP                       | 13              | 0,04     |
| Galba Mihály László               | SMS                       | 345             | 1,01     |
| Horváth László                    | A HAZA NEM ELADÓ          | 137             | 0,40     |
| Kovács Gábor                      | 4K!                       | 54              | 0,16     |
| Köves Ákos                        | EGYÜTT 2014               | 141             | 0,41     |
| Kristóf Csaba                     | MEGÚJULÁSPÁRT             | 52              | 0,15     |
| Kutas Viktor Csaba                | LMP                       | 764             | 2,23     |
| Lóth Ferenc                       | SZOCDEMEK                 | 57              | 0,17     |
| Paluska János                     | JESZ                      | 40              | 0,12     |
| Pandur László Gábor               | KTI                       | 141             | 0,41     |
| Pávay Miklós Györgyné             | HATMAP                    | 9               | 0,03     |
| Pávics Szabolcs József            | ÚMP                       | 44              | 0,13     |
| Pusztai Gábor                     | SZMP                      | 42              | 0,12     |
| Sipos Zoltán                      | FKGP                      | 122             | 0,36     |
| Szászfalvi László                 | FIDESZ, KDNP              | 15 907          | 46,48    |
| Szép Erzsébet                     | MUNKÁSPÁRT                | 233             | 0,68     |

### 2018
| Jelölt neve          | Jelölő szervezet    | Kapott szavazat | Százalék |
| -------------------- | ------------------- | --------------- | -------- |
| Ander Balázs         | JOBBIK              | 14 951          | 38,18    |
| Babai József         | ECDP                | 29              | 0,07     |
| Bali Istvánné        | KÖSSZ               | 31              | 0,08     |
| Benkőné Slezák Judit | REND PÁRT           | 14              | 0,04     |
| Böcsödi Barbara      | ÉRTÜNK ÉRTETEK      | 46              | 0,12     |
| Gulyás József        | MUNKÁSPÁRT          | 179             | 0,46     |
| Gyertyás Lászlóné    | EGYÜTT              | 96              | 0,25     |
| Horváth Balázs       | ÖP                  | 36              | 0,09     |
| Horváth Péter        | NEMZET ÉS BÉKE      | 99              | 0,25     |
| Kovács Olivér        | SZEM                | 40              | 0,10     |
| Kun László Sándor    | CSP                 | 80              | 0,20     |
| Martin Ferenc        | OPRE ROMA           | 73              | 0,19     |
| Orsós Györgyné       | IRÁNYTŰ             | 27              | 0,07     |
| Orsós Margit         | EU.ROM              | 25              | 0,06     |
| Remes Gábor          | DK                  | 2340            | 5,98     |
| Scsavnicsár Szabolcs | MCP                 | 44              | 0,11     |
| Sipos Zoltán         | LMP                 | 787             | 2,01     |
| Szászfalvi László    | FIDESZ, KDNP        | 20 217          | 51,63    |
| Tóth Balázs Tamás    | HAJRÁ MAGYARORSZÁG! | 42              | 0,11     |